# Redwitz (Adelsgeschlecht, Redwitz an der Rodach)

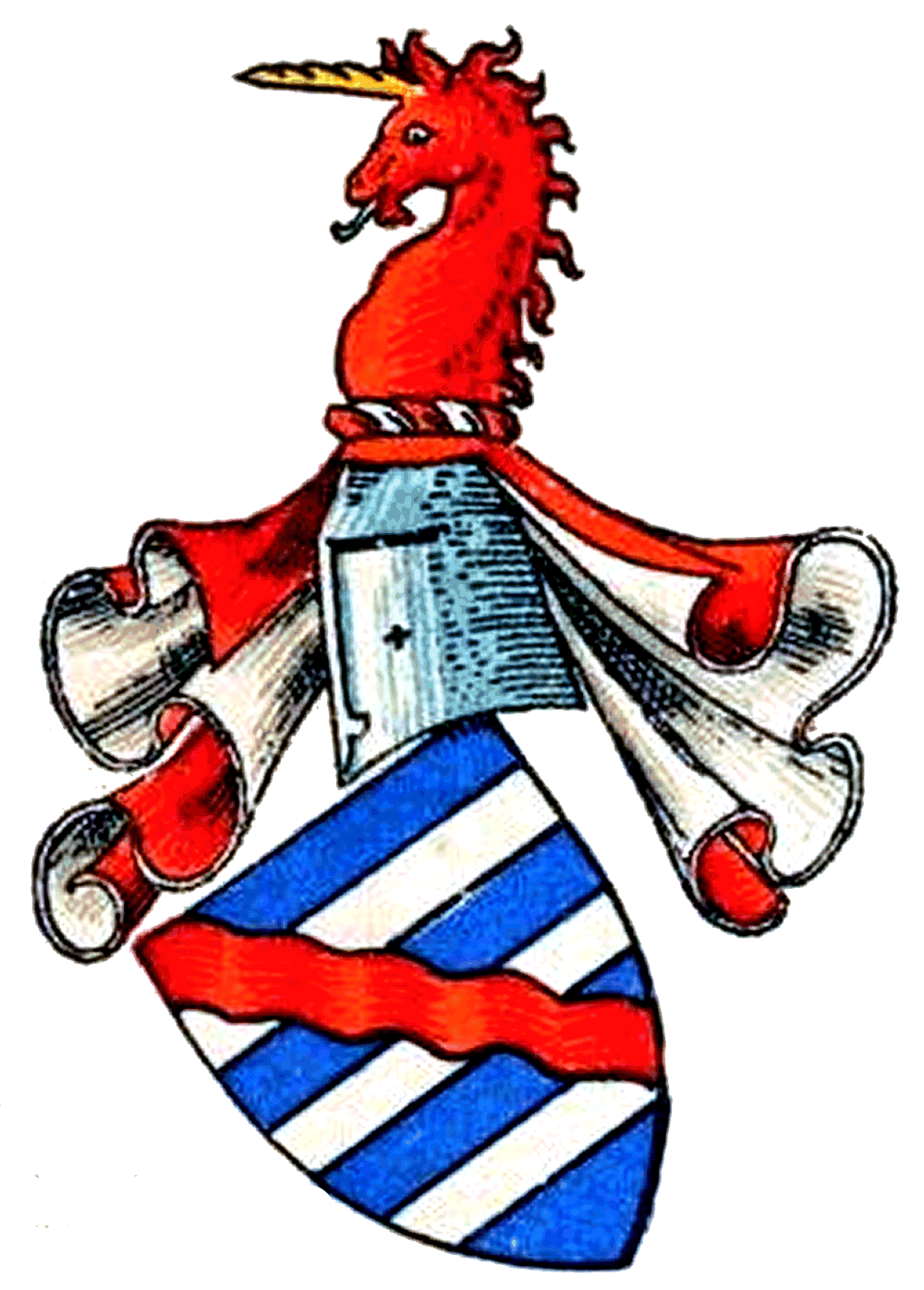
Wappen derer von Redwitz

Die Familie von Redwitz ist ein altes fränkisches Adelsgeschlecht mit Stammsitz in Redwitz an der Rodach (heute im Landkreis Lichtenfels im Regierungsbezirk Oberfranken). Die Familie war im Ritterkanton Gebürg organisiert. Zu unterscheiden von dieser Familie ist die ausgestorbene Familie von Redwitz aus dem heutigen Marktredwitz, die ebenfalls aus dem heutigen Oberfranken stammte.
Die Familie ist stammes- und wappenverwandt mit den Familien der Marschalle von Kunstadt bzw. der Marschalle von Ebnet und der Herren von Lichtenfels genannt Weingarten. Die drei Ministerialengeschlechter stifteten vermutlich 1132/33 im Auftrag des Bischofs Otto von Bamberg incognito das Kloster Langheim.

## Geschichte

### Ursprung

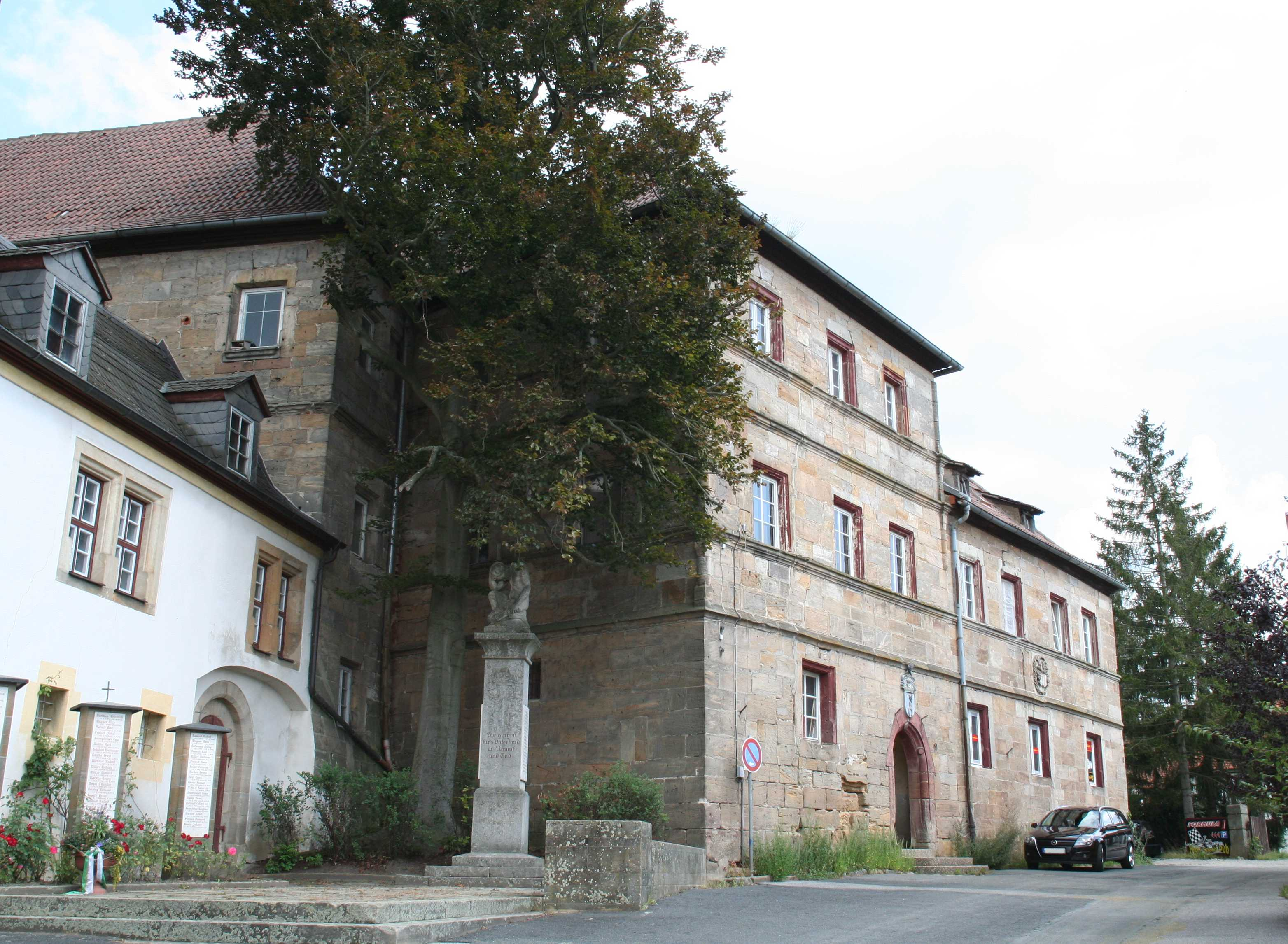
Schloss Redwitz

Die Familie von Redwitz entstand zwischen 1250 und 1260 durch Abzweigung Erkenberts (Erchinperts) und Irings I. von Redwitz von den Kunstadter Marschälken. Sie ist benannt nach der Herrschaft Redwitz an der Rodach mit Schloss Redwitz. Die dortige erste Burganlage wurde ab der Mitte des 13. Jahrhunderts errichtet, der heutige Nordflügel Ende des 13. Jahrhunderts. Nach Zerstörungen im Bauernkrieg erfolgte 1525 ein Wiederaufbau, Anfang des 17. Jahrhunderts eine Erweiterung durch den Südbau. 1873 verkaufte Freiherr Wilhelm Theodor von Redwitz den Stammsitz.
Auch die seit dem Mittelalter im Familienbesitz gewesenen oberfränkischen Schlösser Wildenroth, Schmölz und Theisenort wurden in der zweiten Hälfte des 19. Jahrhunderts veräußert, andere bereits im 17. Jahrhundert. Von den zwölf Schlössern, die einst zwischen Main und Frankenwald Eigentum derer von Redwitz waren, verblieb zuletzt nur noch das Neue Schloss in Küps mit etwas Grund im Besitz der Familie, fiel aber dann im Erbgang an die Familie von Herwarth.
Die Familien von Redwitz, von Kunstadt, die Marschälle von Kunstadt und die Marschälle von Ebnet waren von einem Stamm und führten das gleiche Wappen. Die Familie von Kunstadt und die Marschälle von Kunstadt waren vermutlich sogar identisch. Der namensgebende Ort war das heutige Burgkunstadt, wo sie 1249 das Schloss Wildenroth erbauten, das von 1436 bis 1877 sodann den Redwitz gehörte. Von 1301 bis 1408 besaßen sie auch das Schloss Strössendorf.
Sitz der Marschälle von Ebnet war Schloss Ebneth, heute ein Ortsteil von Burgkunstadt. Ein weiterer Zweig der Familie waren die Herren von Lichtenfels, die eng mit den Herren von Sonneberg verwandt waren. Sie waren in Weingarten, heute ein Ortsteil von Lichtenfels, begütert und saßen wahrscheinlich auch auf Burg Lichtenfels. Sie wurden zwischen 1157 und 1293 genannt. Die Herren von Lichtenfels-Weingarten waren als Kämmerer Dienstadel im Herzogtum Sachsen-Coburg und auch im Rheinland. Vermutlich waren sie am Hof der Erzbischöfe zu Mainz immatrikuliert. Alle Geschlechter standen in einem Ministerialenverhältnis zu den Herzögen von Andechs-Meranien und zum Bistum Bamberg.

### Verbreitung
Die Familie von Redwitz ist ein weitverzweigtes Geschlecht, das bis heute besteht. Es gibt Namensträger im Freiherren- und Grafenstand. Aufgrund späterer Besitzungen existieren auch Linien mit weiteren Namenszusätzen, wie Redwitz-Schmölz oder Grafen Marogna-Redwitz (durch Adoption).
Übersicht von Besitzungen nach heutigen Regierungsbezirken:
- In Oberfranken: Schloss Redwitz (Mitte 13. Jahrhundert–1873), Schloss Wildenroth (1249–1877), Schloss Tüschnitz (14. Jahrhundert–1626), Schloss Oberlangenstadt (vor 1367–1691), Schloss Schmölz (14. Jahrhundert–1861), Schloss Theisenort (14. Jahrhundert–1862), Mittleres (Altes) Schloss Küps (1406–1907), Hinteres (Neues) Schloss Küps (um 1400–20. Jahrhundert), Schloss Hassenberg (1429–1694), Schloss Nagel (1499–1691), Oberes Schloss Küps (vor 1540–1886), Schloss Hofeck, Rittergut Weißenbrunn, Hofstellen in Schönbrunn und Stublang
- In Unterfranken: Burg Dippach, Oberes Schloss Rottenbauer (1878–?)
- In Mittelfranken: Gut Bernlohe
- In Thüringen: Gut Lindenberg (?–1704), Schloss Mupperg (1671–1691)
- In Oberbayern: Gut Giglberg in Hütting und Espenlohe (seit 1952)
- In Tschechien: Drmoul (früher Dürrmaul, bei Marienbad) (16./17. Jahrhundert)

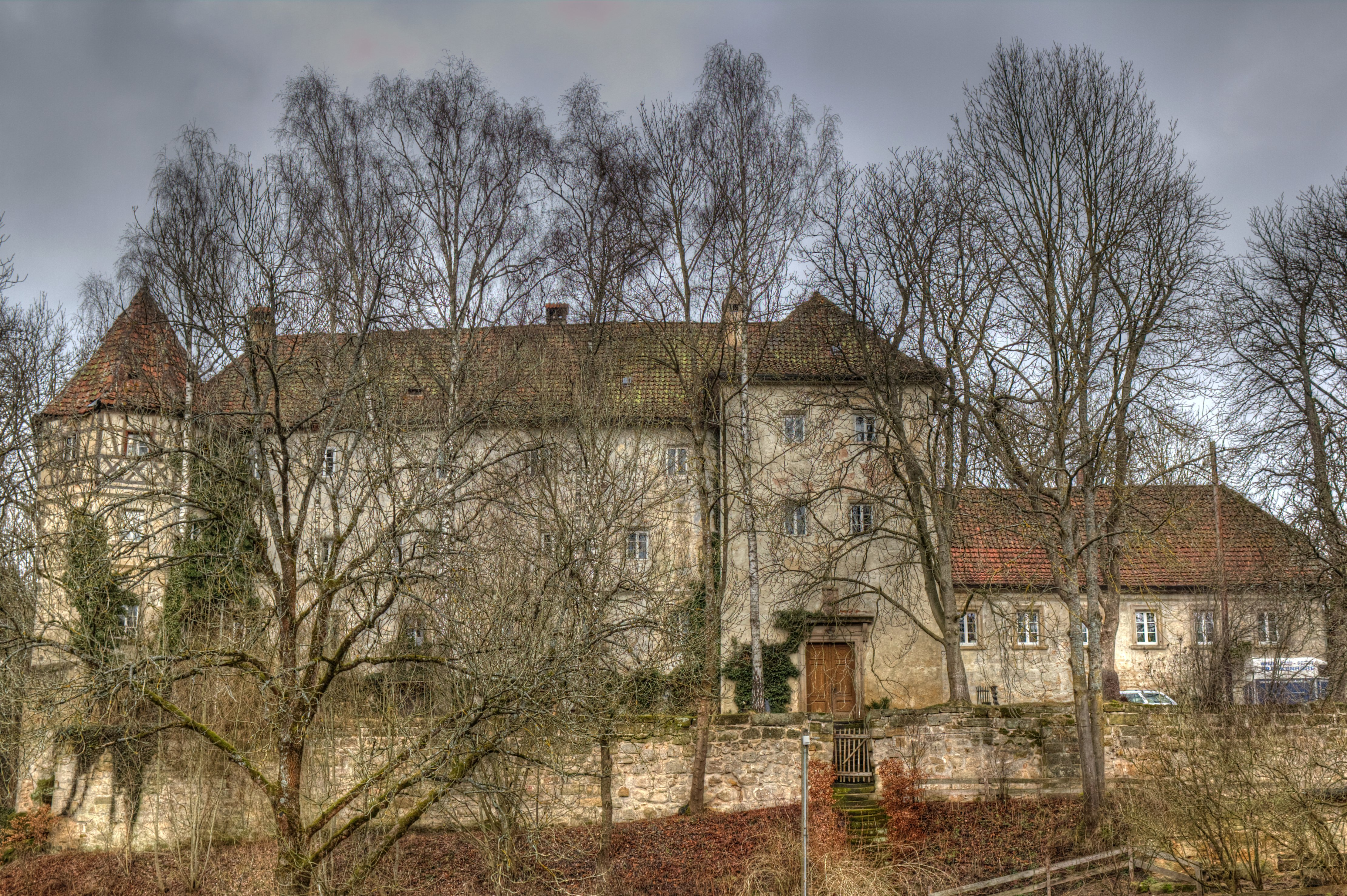
Schloss Wildenroth
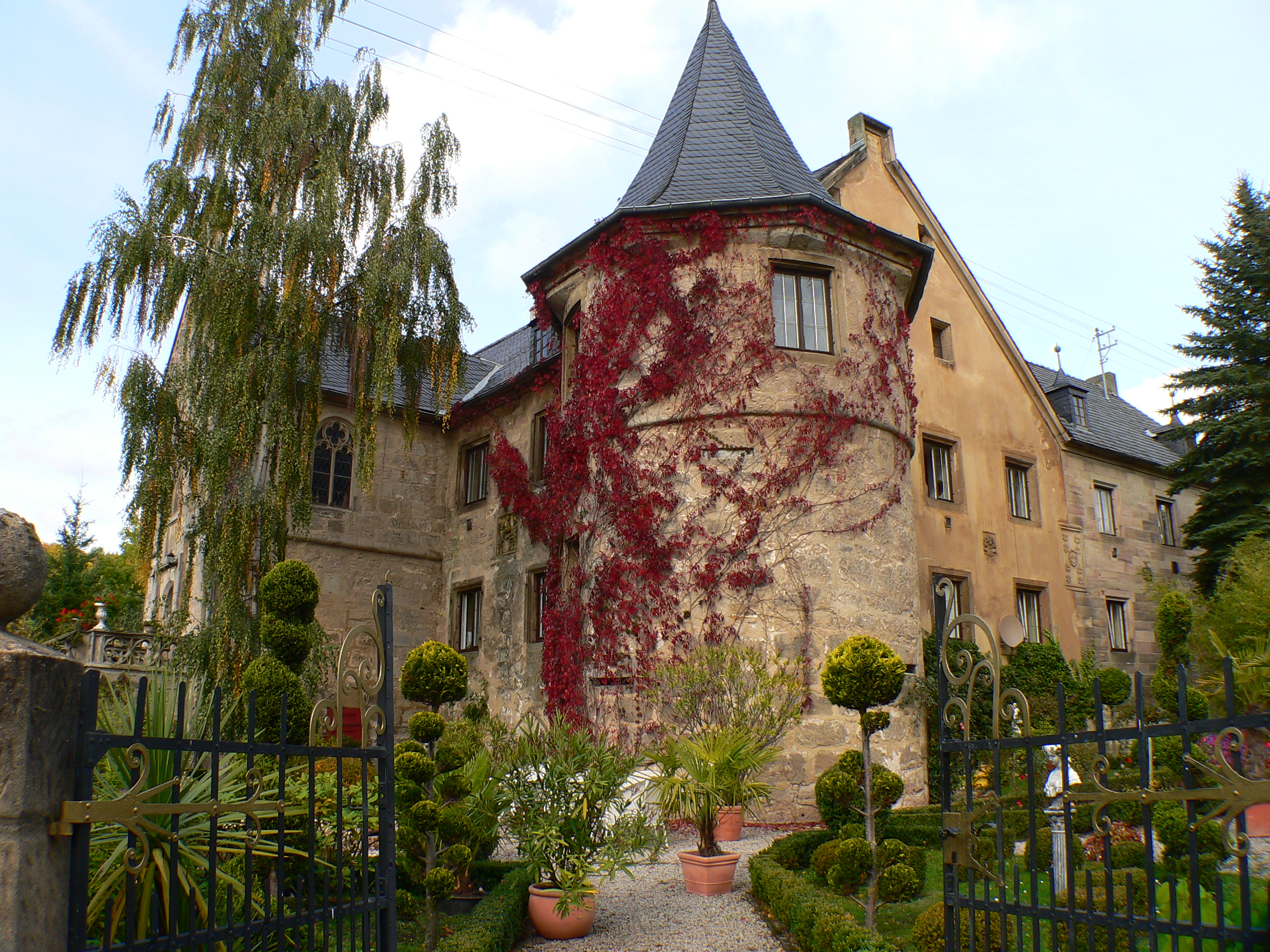
Schloss Schmölz
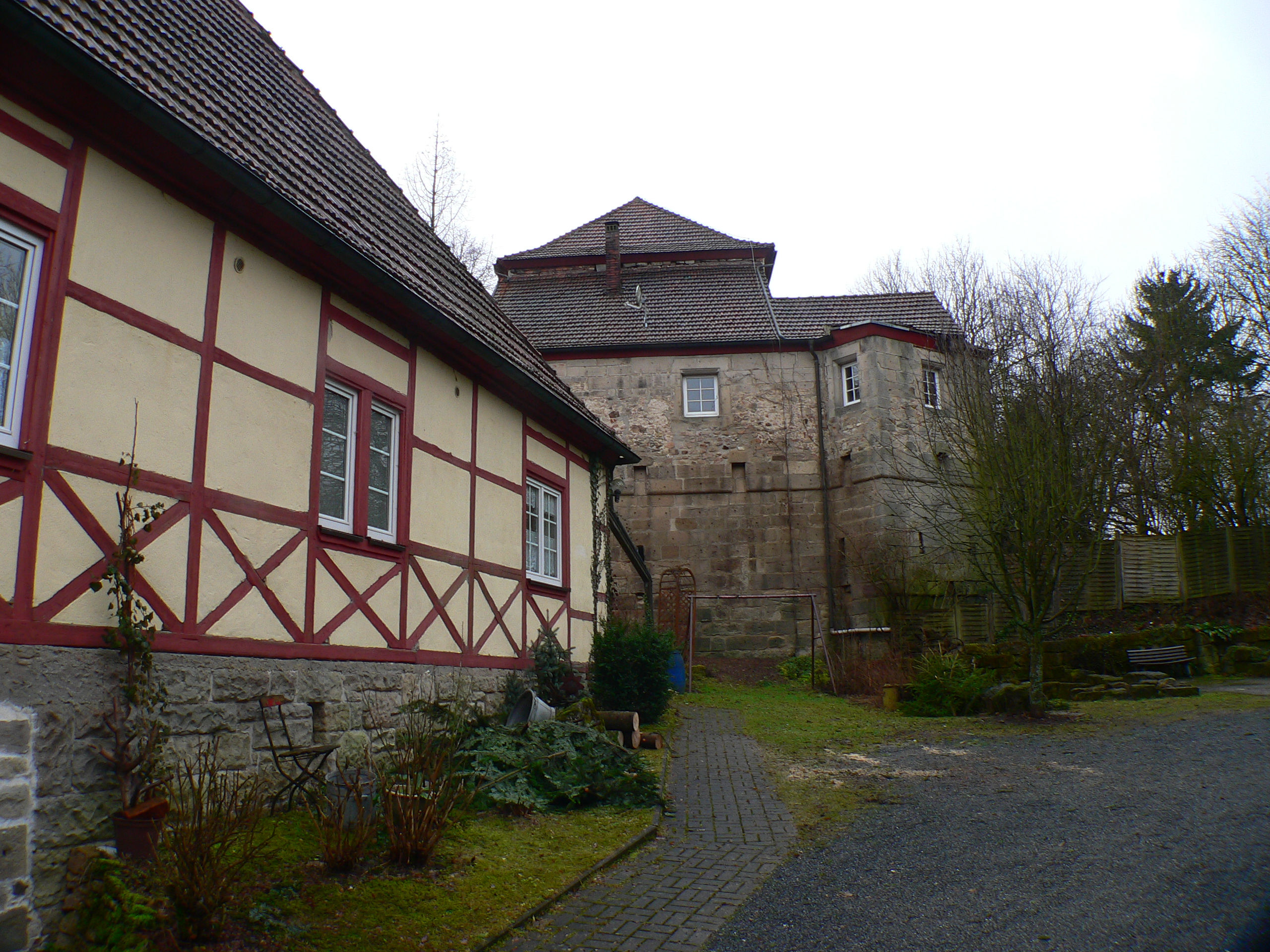
Schloss Theisenort in Küps
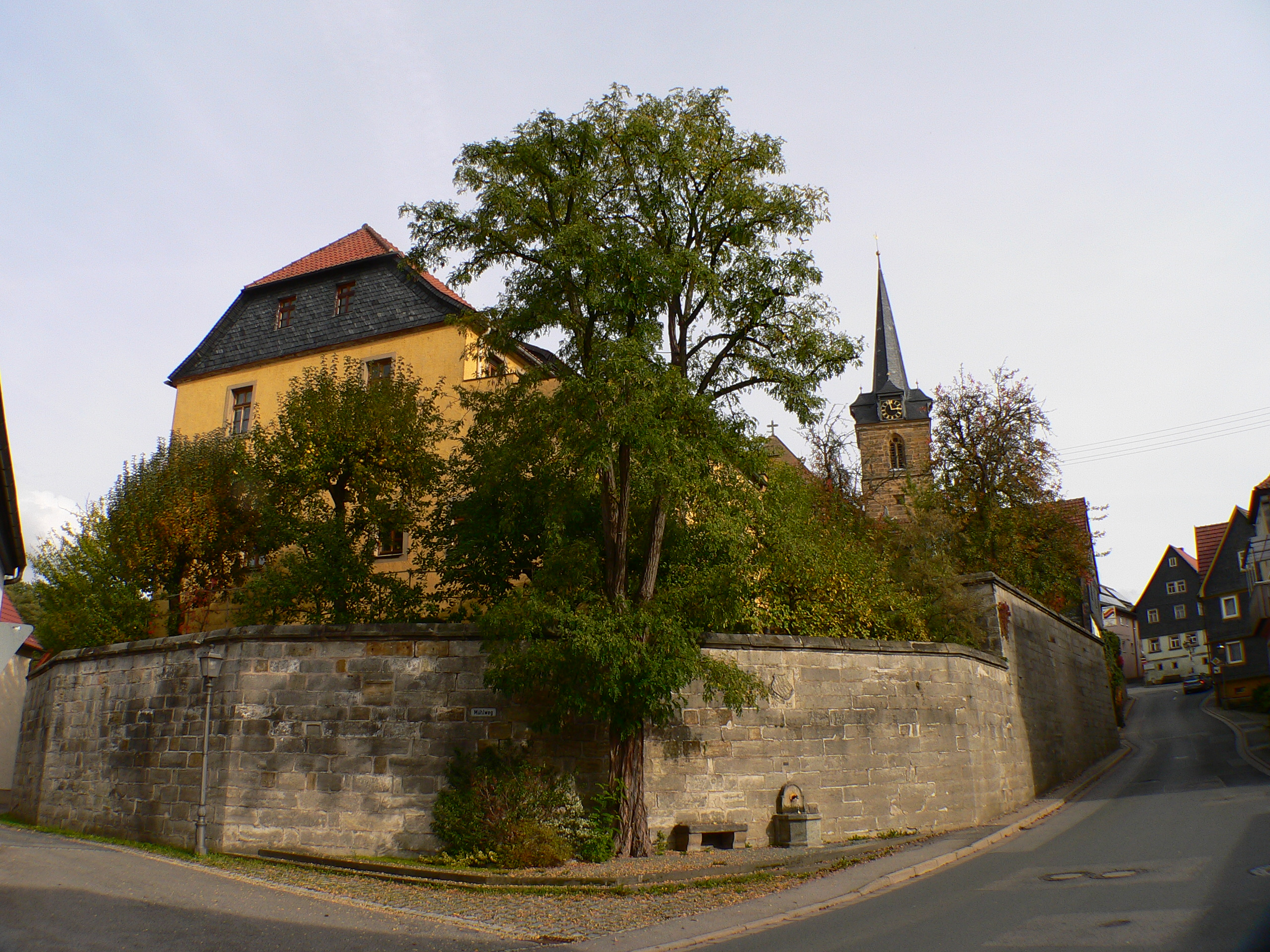
Mittleres (Altes) Schloss Küps
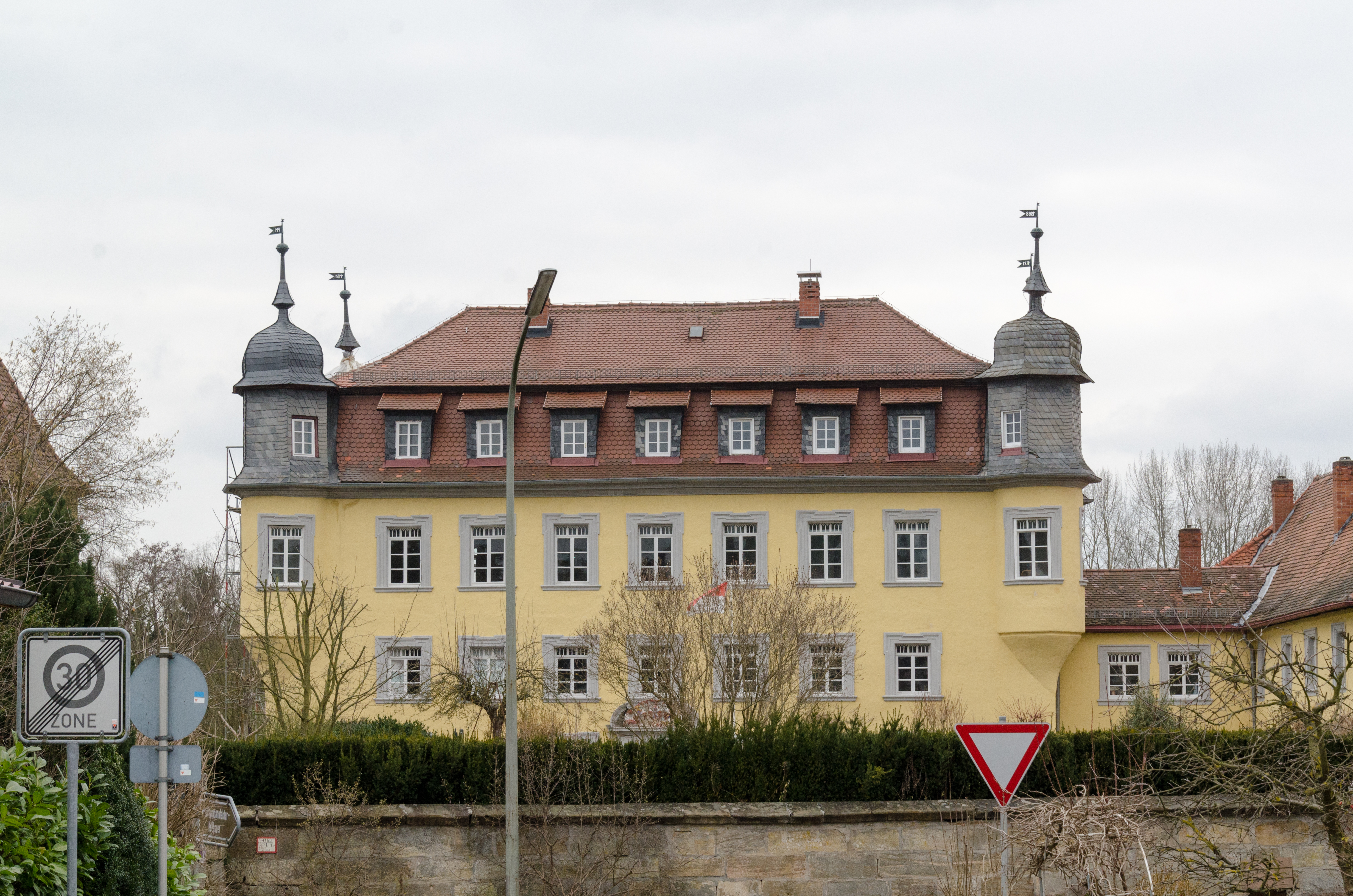
Hinteres (Neues) Schloss Küps

### Verwandte Adelsgeschlechter im Mittelalter
Kotzau

## Wappen
Das Wappen zeigt in Blau drei silberne Balken, überdeckt von einem roten Schrägwellenbalken. Auf dem Helm mit rot-silbernen Helmdecken ein wachsendes rotes Einhorn.

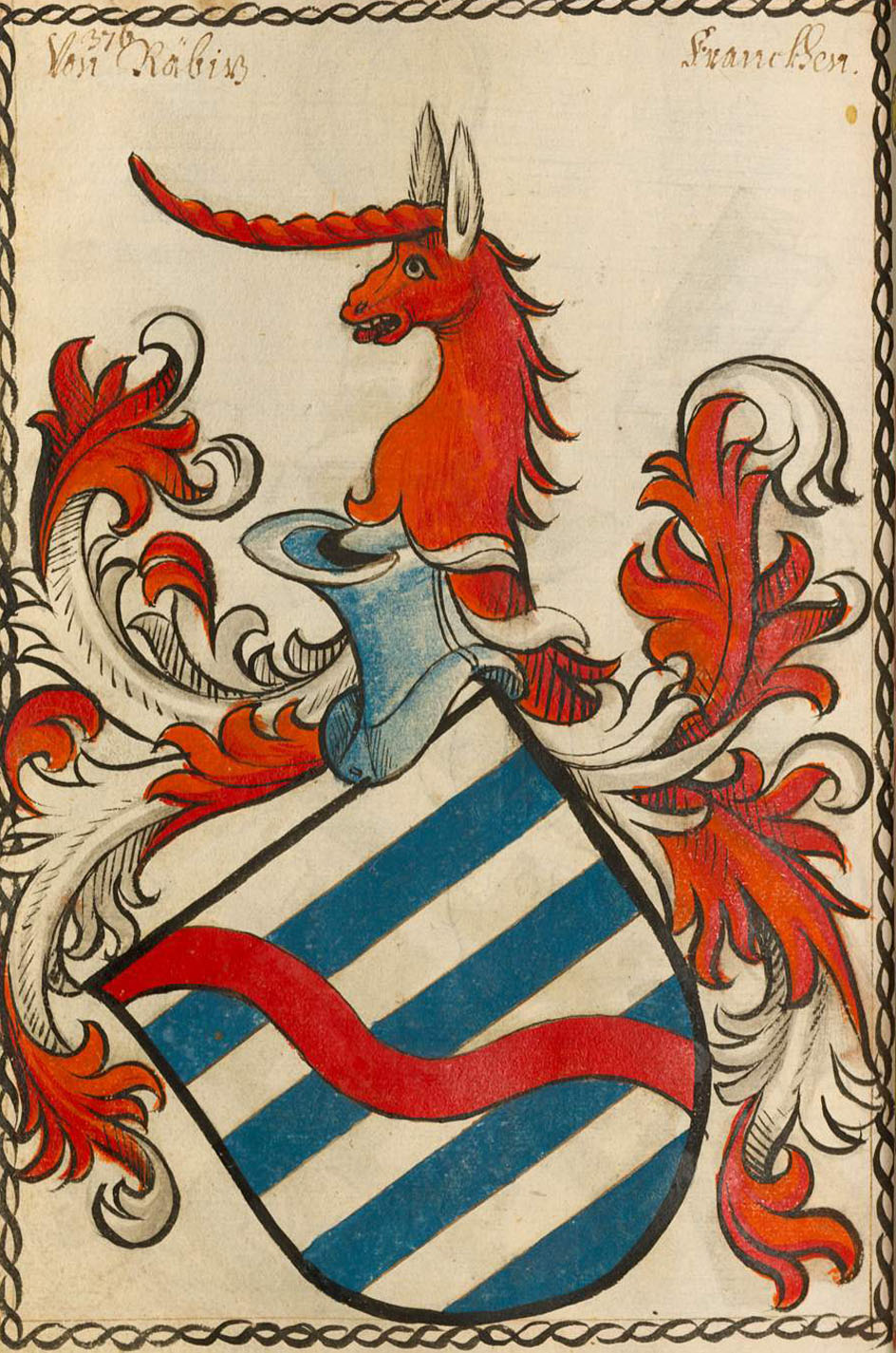
Wappen in dem Scheibler’schen Wappenbuch
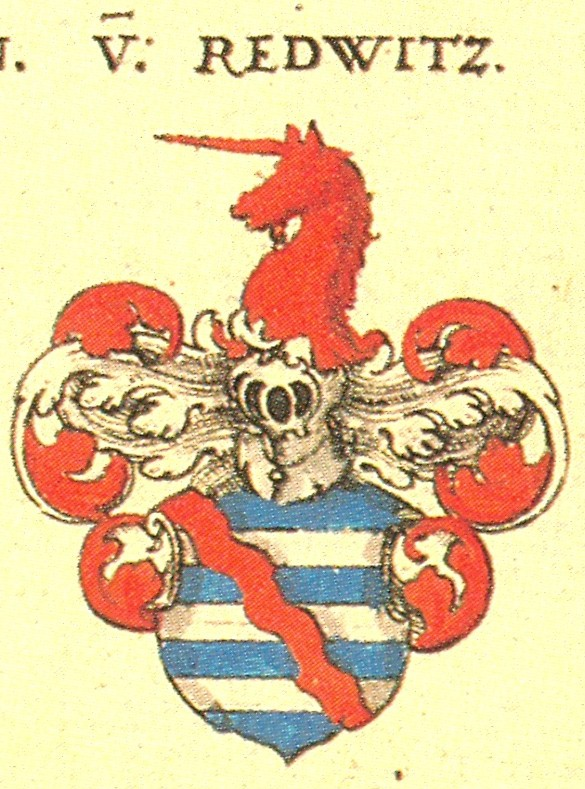
Wappen der Familie von Redwitz aus Siebmachers Wappenbuch
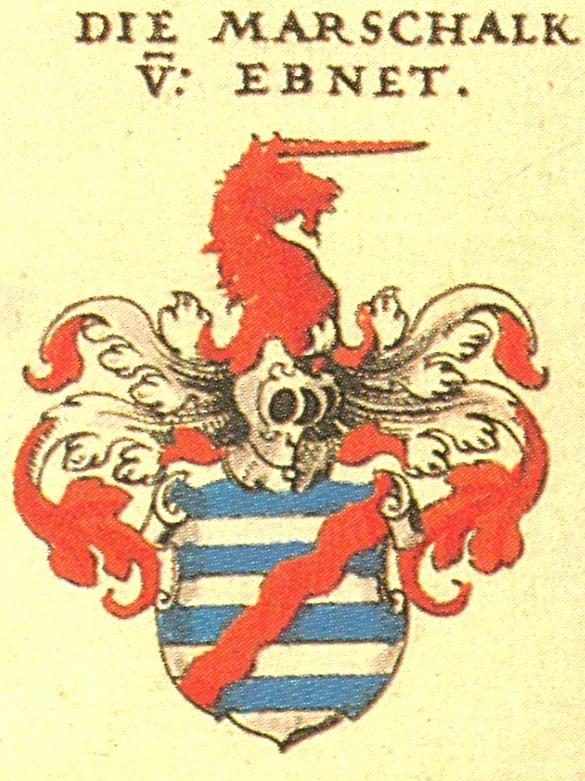
Wappen der Familie Marschall von Ebneth bei Siebmacher
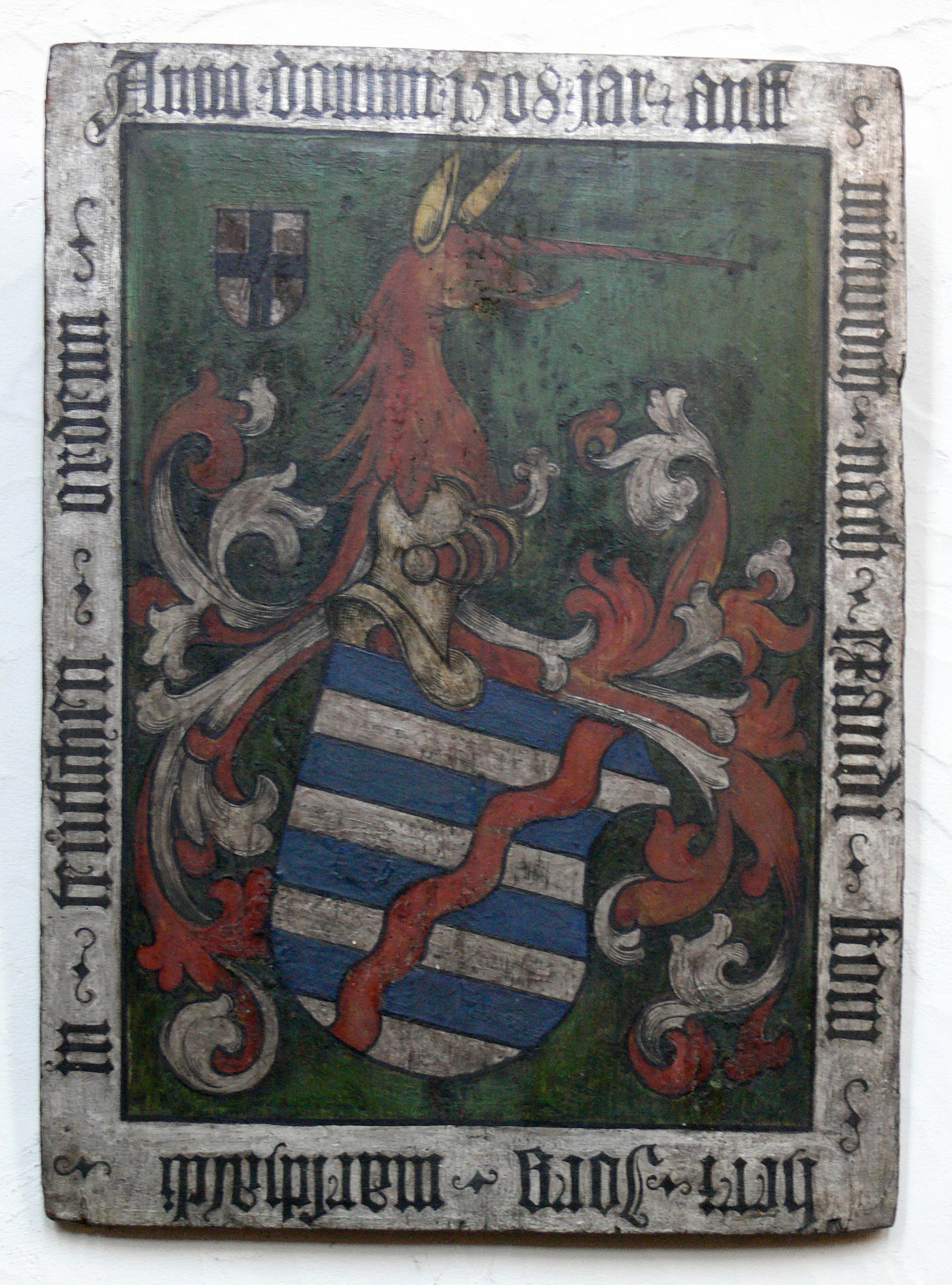
Aufschwörungstafel (1508) des Deutschordens-Ritters Jörg Marschalk (von Ebneth) in St. Jakob (Nürnberg)
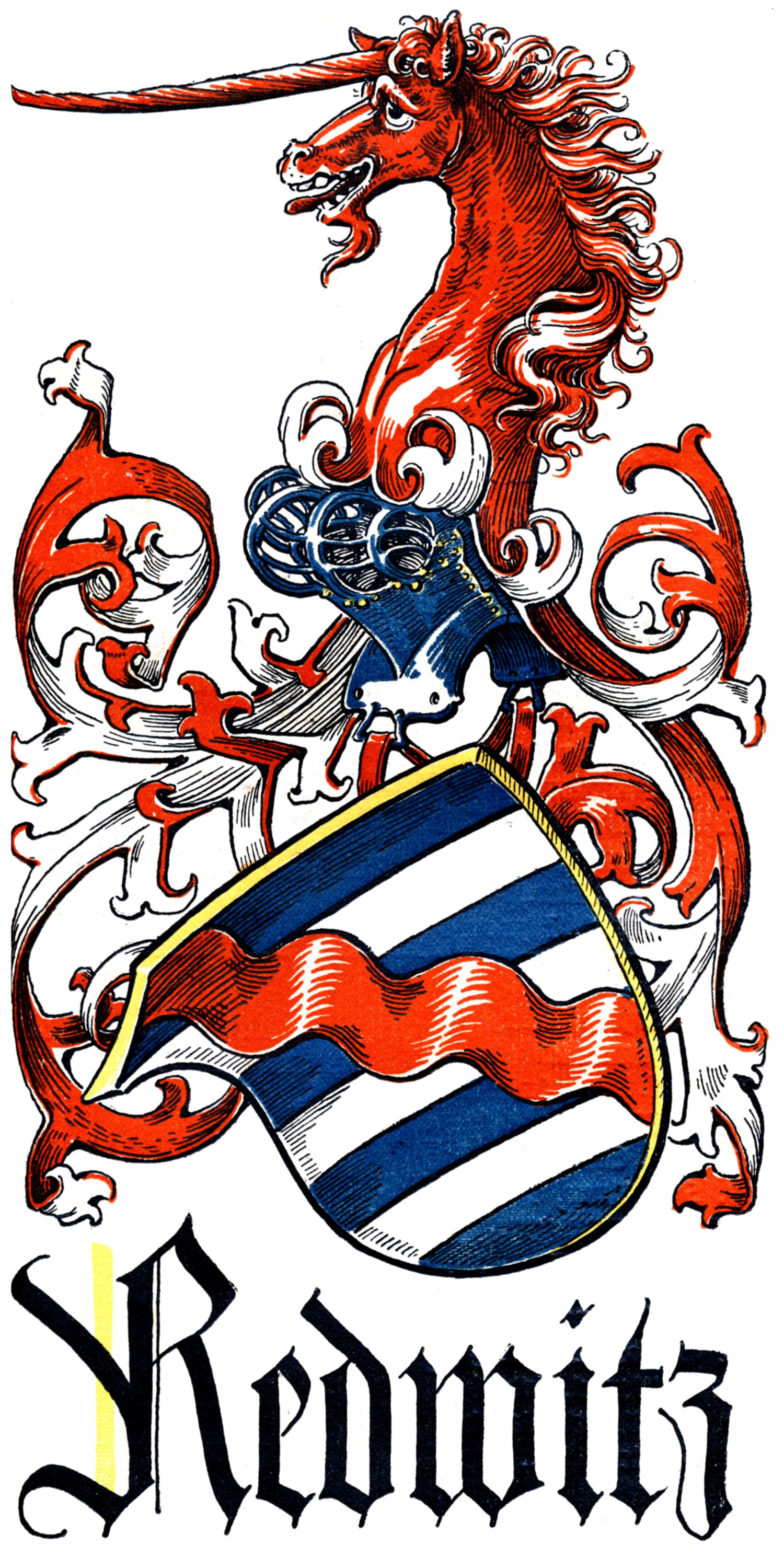
Wappengrafik von Otto Hupp im Münchener Kalender von 1922

Siebmacher unterscheidet das Redwitzer Wappen von dem der Marschälle von Ebnet durch eine vertikale Spiegelung, weitere Darstellungen zeigen aber auch ein völlig identisches Wappen.
Das heutige Gemeindewappen von Redwitz an der Rodach erinnert an drei Familien, die für die Herrschaft Redwitz von Bedeutung waren und aufgrund der gemeinsamen Herkunft das gleiche Wappen führten: neben der Familie von Redwitz die Marschälle von Kunstadt und die Familie von Kunstadt. Die Wappen der ehemaligen Gemeinden Johannisthal, Neuses, Theisenort, Unterrodach und Wötzelsdorf sowie die Wappen von Marktrodach, Oberaurach und Schneckenlohe erinnern ebenfalls an das Geschlecht.

Bezug zum Wappenschild
Redwitz an der Rodach
Altenkunstadt
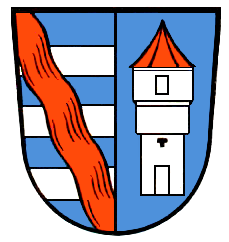
Küps

Bezug zur Helmzier Einhorn
Marktrodach
Oberaurach

## Persönlichkeiten

### Redwitz
- Nikolaus (Klaus) von Redwitz, Heerführer und Ordensmeister im Deutschen Ritterorden († 1437)
- Erhard von Redwitz, Mainzer Weihbischof (1494–1502)
- Weigand von Redwitz († 1556), Fürstbischof von Bamberg (1522–1556), Grabdenkmal im Kloster Michelsberg
- Katharina II. von Redwitz († 1560), Äbtissin im Kloster Obermünster in Regensburg (1533–1536)
- Theresia von Redwitz, Mutter von Adalbert von Harstall
- Ludwig von Redwitz (1779–1848), bayerischer Adeliger und Staatsbeamter

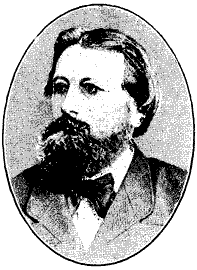
Oskar von Redwitz

- Oskar von Redwitz (1823–1891), Schriftsteller
- Friedrich Reichsfreiherr von Redwitz (1845–1918), Privatier und Firmenbesitzer in Maineck
- Marie von Redwitz (1856–1933), Hofdame und Schriftstellerin
- Max von Redwitz (1858–1920), bayerischer General und Hofbeamter
- Erich von Redwitz (1883–1964), deutscher Chirurg und Hochschullehrer
- Rudolf Graf von Marogna-Redwitz (1886–1944), Widerstandskämpfer des 20. Juli 1944.
- Eugen Freiherr von Redwitz, Mitglied des Bayerischen Landtags für die CSU (1980–1998)

### Marschall von Ebnet
- Georg II. Marschall von Ebnet († 1505), Fürstbischof von Bamberg (1503–1505)